# Вершина вічного світла
Вершина вічного світла — гіпотетична точка на поверхні астрономічного тіла, яку завжди освітлює Сонце. Така вершина повинен мати високу широту, велику висоту і знаходитись на тілі з дуже малим нахилом осі. Існування таких вершин було вперше постульовали Бір і Медлер 1837 року. Вони сказали про місячні полярні гори: «…багато з цих вершин мають (за винятком затемнень, спричинених Землею) вічне сонячне сяйво». Пізніше про ці полярні піки згадав Каміл Фламмаріон 1879 року, який припустив, що можуть існувати pics de lumière éternelle на полюсах Місяця. Вершини вічного світла були б вигідними для дослідження космосу та колонізації через можливість розташованого там електричного пристрою отримувати сонячну енергію незалежно від часу доби чи дня року та відносно стабільного діапазону температур.
Детальна місячна топографія, зібрана Lunar Reconnaissance Orbiter (LRO), свідчить про те, що жодна точка на Місяці не отримує постійного світла як взимку, так і влітку. Однак на краях кратера є точки, які мають дуже тривалі періоди сонячного світла.

## На Місяці

### Орбітальна зйомка
Космічні апарати SMART-1 Європейського космічного агентства, Клементина Національного управління з аеронавтики і дослідження космічного простору США та SELENE Агентства аерокосмічних досліджень Японії створили карти місячних полюсів, які використовувалися для визначення місць, що отримують вічне світло. Орбітальний апарат спостерігав за освітленням на полюсах і шукав сезонні коливання, а також складав карту рельєфу, щоб можна було топографічно ідентифікувати вершини вічного світла.
Потім апарат Lunar Reconnaissance Orbiter отримав набір даних, що включає 24 000 зображень ширококутної камери та 31 500 зображень вузькокутної камери в межах 2° від полюсів. Вони були використані для створення карт високої роздільної здатності, які показують освітлену місцевість за різних умов освітлення.

### Північний полюс Місяця
Ґрунтуючись на зображеннях місячної місії Клементина, команда з Університету Джона Гопкінса припустила, що чотири місця вздовж краю кратера Пірі є кандидатами на вершини вічного світла. Цей кратер знаходиться біля північного полюса Місяця. Знімки Клементини були зроблені під час північного літа, однак, не розглядали освітлення цих вершин взимку, коли Сонце знаходиться за горизонтом. Подальші дані космічного зонда SELENE показали, що одна вершина в кратері Пірі отримує сонячне світло протягом 89 % місячного року.

### Південний полюс Місяця
Південний полюс Місяця розташований у величезній западині, що веде до 16 км перепаду висот в межах області. Ретельний аналіз зображень і топографічних умов на південному полюсі Місяця, проведений командами NASA та ESA, виявив невелику кількість освітлених хребтів у межах 15 км від полюса, кожен з них дуже схожий на острів не більше ніж кілька сотень метрів в поперечнику в океані вічної темряви, де посадковий модуль може отримувати майже постійне освітлення (протягом ~ 70–90 % південної місячної зими, та, ймовірно, все південне місячне літо).
Гора Малаперт, на краю кратера Малаперт за 122 км від південного полюса Місяця на стороні, зверненій до Землі, також може мати високий рівень освітлення. Згідно з одним дослідженням, регіон гори Малаперт не освітлений менше ніж в 11 % випадків. Сонячне освітлення змінюється залежно від року через те, що орбіта Місяця відхилена від площини Сонця на 1,5°. Оцінки сонячного освітлення району гори Малаперт за 2005 рік виявили лише шість частково освітлених або неосвітлених подій того року: 0–159 годин повного заходу Сонця на подію та 41–199 годин повного або часткового заходу Сонця на подію. Пізніше дослідження з використанням комбінації зображень Клементини і топографічних даних SELENE зробило оцінку лише 74 % повного сонячного світла на 2020 рік. Це дослідження показало, що лише дві точки приблизно у восьми кілометрах одна від одної вздовж прямого хребта, що тягнеться від кратера Шеклтон на Південному полюсі Місяця, освітлені разом ~94 % місячного року. Це пояснюється тим, що обидві точки відкидають тінь одна на одну в різні періоди місячного року, і лише кілька періодів темряви виникають, коли наступні вершини відкидають тіні на обидві ці точки одночасно.
Набір даних Lunar Reconnaissance Orbiter показує, що деякі ділянки на краю кратера Шекелтон залишаються освітленими протягом 94 % місячного року. ННайдовша тривалість затемнення всіх трьох вершин Шеклтон становить 43 години.
| Орієнтовне розміщення біля названої функції | Місячні координати      | Частка часу у освітленому стані | Частка часу у освітленому стані | Частка часу у освітленому стані | Примітки |
| Орієнтовне розміщення біля названої функції | Місячні координати      | Протягом місячного 2020 року    | Мінімум за місячну добу         | Максимум за місячну добу        | Примітки |
| ------------------------------------------- | ----------------------- | ------------------------------- | ------------------------------- | ------------------------------- | --- |
| На хребті кратера Шеклтон: точка А          | 0 89,68° пд 166,0° з.д  | 0 81 %                          | 0 44 %                          | 0 98 %                          | Навіть під час найгіршого місячного дня найдовший період темряви становить ~7 земних днів, з найкоротшими періодами світла між темрявою ~3 земні дні                                                         |
| Пік біля хребта кратера Шеклтон: точка Б    | 0 89,44° пд 141,8° з.д  | 0 82 %                          | 0 56 %                          | 100 %                           | Під час найгіршого місячного дня найдовший період темряви становить ~12 земних днів; має 4,5 місячних днів безперервного освітлення в місячне літо і лише 4,5 земних днів повної темряви за 8 місячних днів. |
| На хребті кратера Де Жерлаш: точка С        | 0 88,71° пд 0 68,7° з.д | 0 85 %                          | 0 64 %                          | 0 98 %                          | Має найкоротший період темряви лише ~6 днів, після чого ~7 днів переривчастого світла та темряви. |
| Пік біля хребта кратера Шеклтон: точка D    | 0 88,79° пд 124,5° сх.д | 0 86 %                          | 0 58 %                          | 100 %                           | 5 місячних днів безперервного світла, ~7 місячних днів освітлення лише з ~2 земними днями темряви, ~12 земних днів з періодами темряви або майже темряви протягом місячної зими.                             |
| На горі Малаперт: точка М1                  | 0 86,04° пд 0 2,7° сх.д | 0 74 %                          | 0 54 %                          | 0 95 %                          | |
| На горі Малаперт: точка М2                  | 0 86,00° пд 0 2,9° зх.д | 0 74 %                          | 0 58 %                          | 0 90 %                          | |

### У культурі
- Храм Місяця запланований на вершині вічного світла на краю кратера Шеклтон, щоб задовольнити майбутні потреби (наприклад, духовне розміщення) людей, які живуть на Місяці[en]
  -  2017 — Художник Європейського космічного агентства в резиденції Хорхе Маньес Рубіо створив початковий дизайн[9]
  -  2018 — відповідні артефакти були створені командою ESA Advanced Concepts